# Tonino Zangardi
Tonino Zangardi (né Antonio Zangardi le 23 avril 1957 et mort dans la même ville le 19 février 2018, est un réalisateur, metteur en scène et producteur cinématographique italien.

## Biographie
Tonino Zangardi fait ses débuts au cinéma en 1992 avec Allulo Drom, un film dont l'action se déroule dans le milieu des gitans de Toscane, avec Isabella Ferrari et Claudio Bigagli.
Les dernières années, il a sorti L'esigenza di unirmi ogni ogni volta con te, qui est également devenu un roman, et, en 2016, My Father Jack, avec Francesco Pannofino et Eleonora Giorgi, son dernier film sorti au cinéma. Sa dernière œuvre, cependant, est la biographique Quando corre Nuvolari.

## Filmographie partielle

### Cinéma
- 1992 : Allullo drom - L'anima zingara
- 1995 : Un altro giorno ancora
- 1999 : L'ultimo mundial
- 2003 : Prendimi e portami via (it) [3]
- 2006 : Ma l'amore... sì!
- 2008 : Sandrine nella pioggia
- 2015 : Friday - court métrage
- 2015 : L'esigenza di unirmi ogni volta con te
- 2016 : My Father Jack
- 2018 : Quando corre Nuvolari

### Télévision
- 2000 : Ricominciare - série TV
- 2012 : Zodiaco - Il libro perduto  - série TV, 4 épisodes